# 野間清治
野間 清治（のま せいじ、1878年〈明治11年〉12月17日 - 1938年〈昭和13年〉10月16日）は、明治から昭和時代前期の日本の実業家、剣道家。講談社創業者、元報知新聞社社長。「雑誌王」と呼ばれ、昭和時代前期の出版界を牽引した。

## 経歴
- 1878年 - 群馬県山田郡新宿村（現在の桐生市）の新宿小学校（現在の桐生市立南小学校）教員住宅で生まれる
- 1895年 - 木崎尋常小学校（現在の太田市立木崎小学校）の代用教員となる
- 1896年 - 群馬県尋常師範学校（現在の群馬大学教育学部）入学
- 1902年 - 東京帝国大学文科大学（現在の東京大学文学部）第一臨時教員養成所国語漢文科入学
- 1905年 - 沖縄県立中学校（現在の沖縄県立首里高等学校）教諭となる
- 1906年 - 沖縄県視学（地方教育行政官）となる
- 1907年 - 東京帝国大学法科大学の首席書記に就任
- 1909年 - 大日本雄辯會（大日本雄弁会）を創設
- 1910年 - 弁論雑誌「雄辯（雄弁）」を創刊
- 1911年 - 講談社創業。雑誌「講談倶楽部」を創刊
- 1925年 - 雑誌「キング」を創刊。爆発的大ヒットとなる
- 1930年 - 報知社（1932年より報知新聞社）を買収
- 1938年 - 10月16日午後1時30分、急性狭心症で死去。法名：威徳院殿文誉義道清秀居士
- 2005年 - 全日本剣道連盟剣道殿堂に顕彰される

## 人物

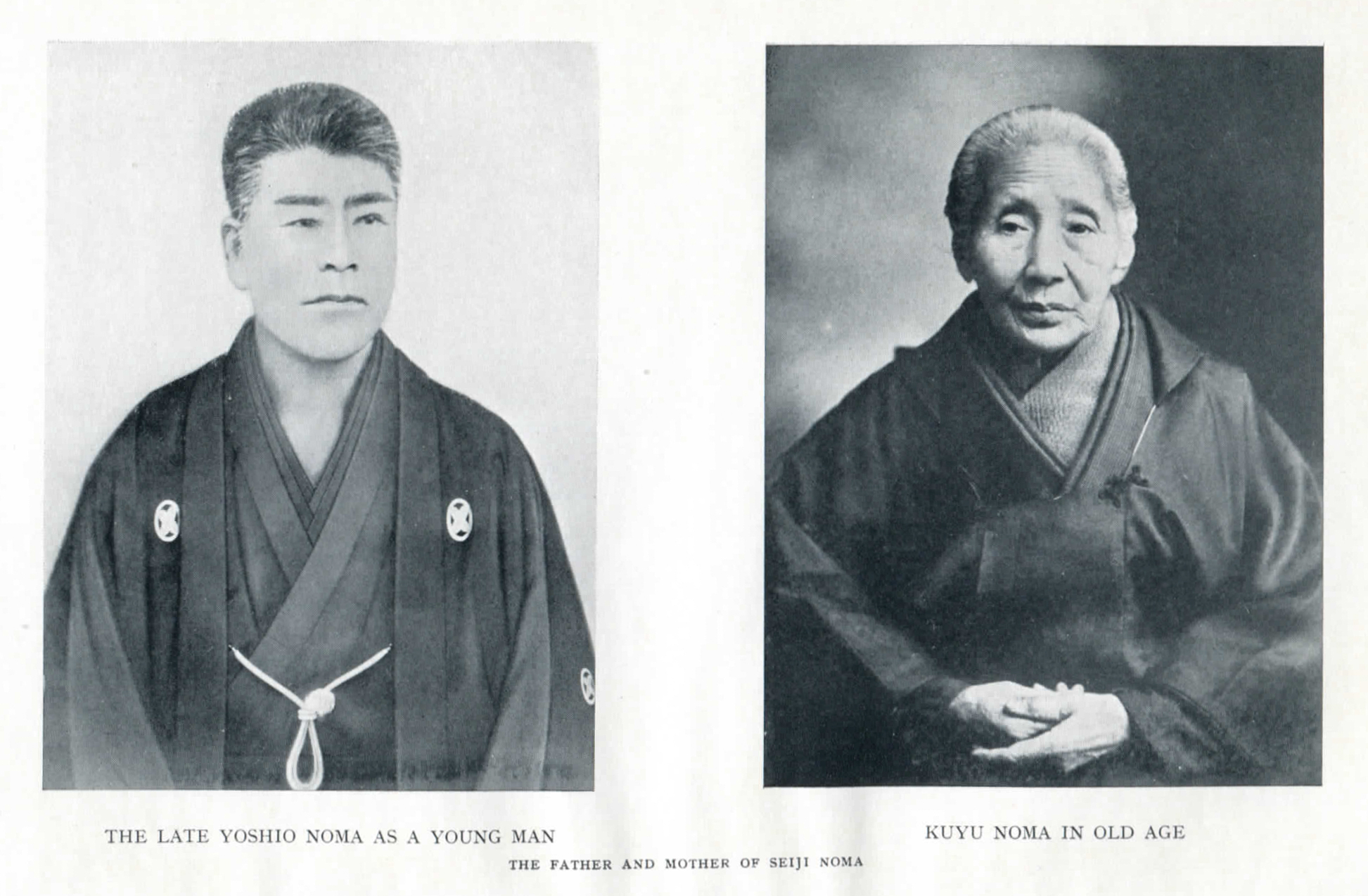
野間清治の父と母

父の野間好雄は北辰一刀流の剣豪森要蔵の高弟で、母の文は森要蔵の長女である。清治も剣道に励んだが、1912年（明治45年）、東京帝国大学での稽古中にアキレス腱を断裂し、修行を断念。その後は剣道家のパトロンとして活動する。屋敷内に野間道場を開設し、持田盛二や中山博道など有名な剣道家を歓待するとともに、講談社の全社員に剣道を奨励するなど全人教育として剣道の普及に努め、「剣道社長」と呼ばれた。
息子の野間恒には尋常小学校卒業後は進学させず、帝王学ともいえる独自の教育を施した。恒は1934年（昭和9年）開催の剣道天覧試合で優勝し、「昭和の大剣士」と謳われた。ただし、恒を勝たせるため、東京予選決勝の対戦相手である甥の森寅雄に養育した恩をたてに詰め寄り、わざと負けさせたと当時から噂があった。現在でも、森寅雄の伝記ではそのように描かれている。

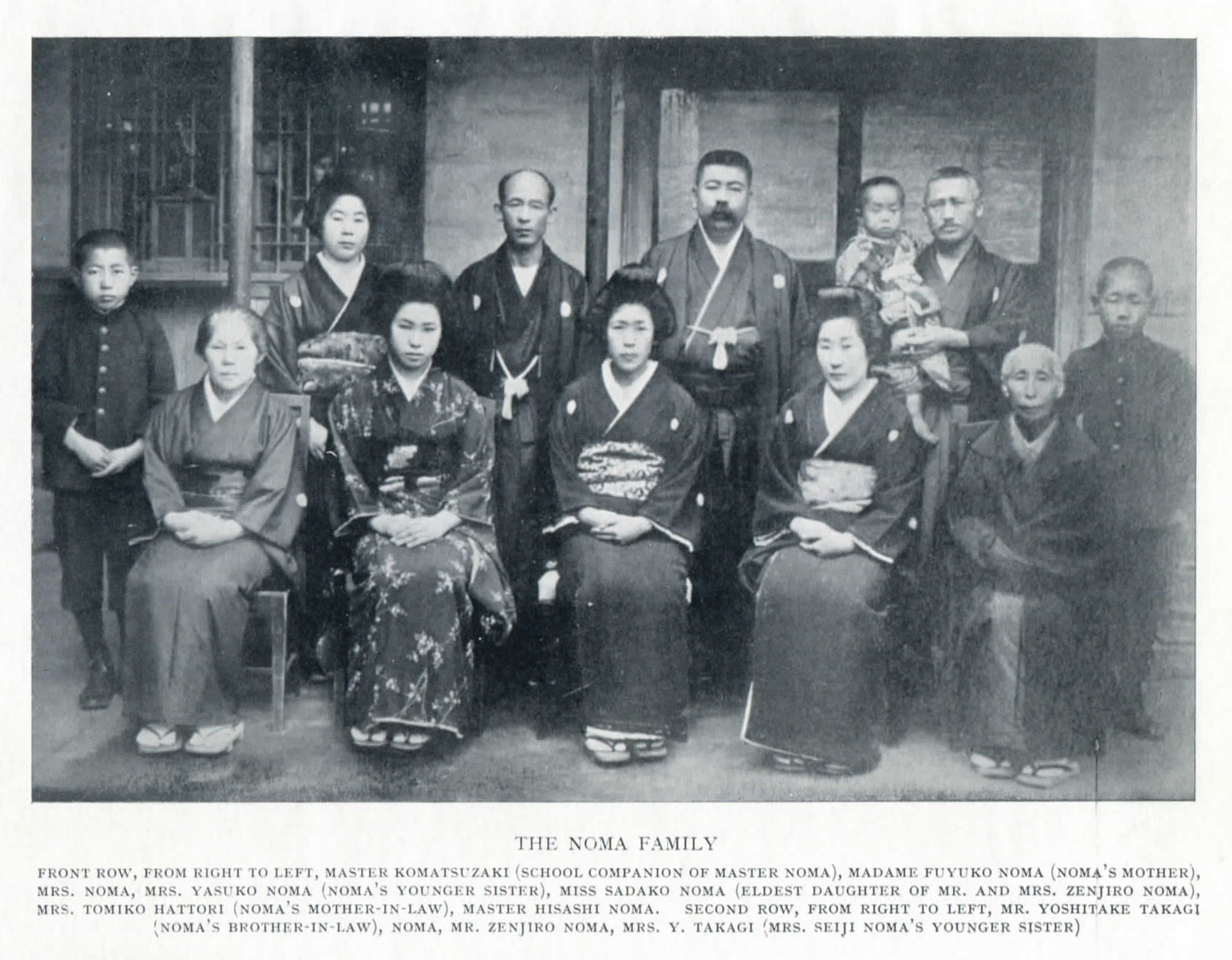
野間家の写真

ビジネスにおける倫理の大切さを主張。ビジネスに奔走した自らの経験を踏まえ、「成功への近道とは道徳的な道に他ならない」とし、「修養」（精神をみがき人格を高めること）を積むことの大切さを説いた。
没年となった1938年（昭和13年）公表の長者番付では、東京市で一位の納税額となる11万5000円を納めていた。
公共心旺盛で、社会貢献に積極的であった。奉仕的理想を抱くことが大切であるとして数々の社会貢献活動を行った。その遺志は現在の講談社にも受け継がれ、講談社野間記念館では、横山大観や鏑木清方の日本画や過去に講談社の雑誌で用いた漫画の原画などを収蔵している。

## 主な刊行雑誌
- 「雄弁」（1910年）
- 「講談倶楽部」（1911年）
- 「少年倶楽部」（1914年）
- 「面白倶楽部」（1916年）
- 「現代」（1920年）
- 「婦人倶楽部」（1920年）
- 「少女倶楽部」（1921年）
- 「キング」（1925年）
- 「幼年倶楽部」（1926年）

## 著書
- 『處世の道』 大日本雄辯會講談社（1930年） NDLJP:1037184
- 『體驗を語る』 大日本雄辯會講談社（1930年） NDLJP:1443936
- 『修養雑話』 大日本雄辯會講談社（1931年） NDLJP:1026740
- 『出世之礎』 大日本雄辯會講談社（1931年） NDLJP:1023835
- 『喜劇全集』 大日本雄辯會講談社（1931年）
- 『榮えゆく道』 大日本雄辯會講談社（1932年） NDLJP:1279475
- 『野間清治短話集』 大日本雄辯會講談社（1933年）
- 『The Nine Magazines of Kodansha: The Autobiography of a Japanese Publisher』Methuen Publishing (1934年)
- 『世間雑話』 大日本雄辯會講談社（1935年） NDLJP:1275017
- 『私の半生』 千倉書房（1936年）
- 『野間清治言志録』 大日本雄辯會講談社（1939年）

## 編書
- 『少年少女教育講談全集』 大日本雄辯會講談社（1930年）
- 『武道寶鑑』 大日本雄辯會講談社（1934年）

## 関連文献
- 荒木武行『人物評伝 野間清治論』 全線社書房（1931年）
- 関豊作『雑誌王野間清治伝』 新聞解放社（1931年）
- 高木義賢編『野間清治言志録』 大日本雄辯會講談社（1939年）
- 辻平一『人間野間清治』 講談社（1960年）
- 笛木悌治『私の見た野間清治―講談社創始者・その人と語録』 富士見書房（1979年）
- 堂本昭彦『中山博道有信館』 島津書房（1993年） ISBN 4882180480
- 出川沙美雄『奇蹟の出版王―野間清治とヘンリー・ルース』 河出書房新社（2000年） ISBN 4309904084
- 渡部昇一『仕事の達人の哲学―野間清治に学ぶ運命好転の法則』 致知出版社（2003年） ISBN 4884746678
- 魚住昭『出版社と権力　講談社と野間家の一一〇年』（初版）講談社、2021年2月15日。ISBN 9784065129388。 NCID BC05509615。全国書誌番号:23496349。